# ボースロン
ボースロン（英：Beauceron）は、フランス北部原産の牧羊犬種のひとつである。
別名はベルジェ・ド・ボース（英：Berger de Beauce）、ボース･シェパード(英：Beauce Shepherd)、フレンチ･ショートヘアード･シェパード（英:French Shorthaired Shepherd）。足の模様が赤い靴下を履いているように見えることから赤い靴下を意味するバ･ルージュ（英:Bas Rouge) という呼び名もある。

## 歴史
1587年に執筆された本でも紹介されている、とても古い犬種である。もともとはフランス北部で羊を誘導・管理するのに使われていた純粋な作業犬であったが、性格と外見のよさからショードッグとしても借り出されるようになった。
ボースロンという名前が与えられたのは1809年のことで、それ以前には確立した正式名がなかった。そこで正式名を定めることを決められたが、同時期に別のフランス北部原産の名も無き作業用の牧羊犬種に名前をつける作業が行われていたため、それと紛らわしくない名前をつけるように配慮された。その結果、2犬種は全く違った名前がつけられた。これは2犬種の原産地域こそ近いが、全くの別種であることが初期から知られていたためでもあった。名前は犬種として確立された、若しくは多く存在していた地域名にちなんでつけられ、本種はボース地方にちなんでボースロンという名前がつけられた。尚、もう一方はブリ地方にちなんでブリアードと名づけられた。
ボースロンがドッグショーに初出場したのは1900年のことで、その後1911年に公式な犬種クラブが設立された。
第一次世界大戦が開始されると、ボースロンは軍用犬として徴兵され、大きく活躍した。伝令犬としてメッセージや補給弾丸を運んで戦火の中を走り抜けたり、ケガ人を安全な場所に誘導して仲間に知らせたり、爆発物や地雷を探知したり、スパイや隠れたゲリラを嗅ぎ出したりするのが主な仕事内容である。中には上空で飛行機から落とされ、パラシュートを使って地上へ降り立ってメッセージを運んだり配置についたりという激務を行う犬も少なくなかった。第二次世界大戦にも軍用犬として徴兵され、再び優秀に働いたが、衛生環境の悪化などにより仔犬の死亡率が高まり、戦後その頭数は激減してしまった。原因は先に述べた仔犬の死亡率の上昇だけではなく、戦中は軍用犬であれ、全ての犬種のブリーディングが困難になっていたことや、軍用犬として徴兵された犬が戦禍の中に倒れることが多かったことなども挙げられている。
現在頭数は徐々に回復してきており、フランスだけでなくドイツやベルギー、オランダなどでも人気を博している。FCIにも公認登録され、世界的に知られてこともあり、その将来は安泰である。
尚、ボースロンは19世紀、ドーベルマンの作出にかかわった犬種のひとつである。ちなみに、本種以外にドーベルマンの作出にかかわった犬種はジャーマン・ピンシャー、ロットワイラー、ジャーマン・ショートヘアード・ポインター、イングリッシュ・グレイハウンドなどがある。

## 特徴
引き締まった体つきをしていて、脚はすらりと長い。胴もやや長めで、丈夫である。マズルは先細りで中ぐらいの長さで、顔つきは優しい。耳は丸みを帯びた垂れ耳、又は半垂れ耳で、尾は飾り毛の少ない垂れ尾。耳は断耳して立たせることもある。後ろ足には2本の狼爪（デュークロー）があるが、ショー用のものや実用のもの、ペット用のものも全て、切除することは禁止されている。コートはさらりとした3〜4cmのショートコートで、毛色はブラック・アンド・タン。ごく稀にハーレクイン（ブルー･グレーにブラックの班とタンマーキング）も生まれるが、これはショードッグとしては出場出来ず、ペットとしてのみ飼育されている。実用犬の場合、繁殖を制限されるがそれ以外の制裁は無い。体高61〜70cm、体重30〜45kgの大型犬で、性格は従順で温和、子供好きだが、警戒心が強い。小さな子供や仔犬に対しても優しく、家族以外の人や犬に対しても基本的には友好的である。しつけの飲み込みもよく、状況判断力が特に優れている。身体能力が高く、運動量は多い。かかりやすい病気は大型犬にありがちな股関節形成不全、関節疾患などがある。